# ويليام نيوتن
ويليام نيوتن (بالإنجليزية: William Wilberforce Newton) هو رجل دين ‏ أمريكي، ولد في 4 نوفمبر 1843، وتوفي في 1914.